# Roger Pelletier
Roger Pelletier est un acteur français qui se produisit beaucoup à la télévision : Au théâtre ce soir, Le Service des affaires classées, Les Cinq Dernières Minutes, La caméra explore le temps...

## Filmographie

### Cinéma
- 1957 : Les Misérables de Jean-Paul Le Chanois
- 1958 : Chéri, fais-moi peur de Jack Pinoteau : Boris
- 1960 : La famille Fenouillard d'Yves Robert
- 1961 : Le Bateau d'Émile ou Le Homard flambé de Denys de La Patellière : Simon Mougin
- 1965 : La guerre est finie d'Alain Resnais : l'inspecteur sportif
- 1965 : L'amour à la chaîne de Claude de Givray
- 1967 : Gros morne de Jacques Giraldeau
- 1970 : Vertige pour un tueur de Jean-Pierre Desagnat : l'employé de la morgue
- 1971 : Un peu de soleil dans l'eau froide de Jacques Deray

### Télévision
- 1964 : L'Abonné de la ligne U de Yannick Andreï
- 1966 : Les Cinq Dernières Minutes, épisode  Histoire pas naturelle  de Guy Lessertisseur
- 1968 : Au théâtre ce soir : Boléro de Michel Duran, mise en scène Alfred Pasquali, réalisation Pierre Sabbagh, Théâtre Marigny
- 1969 : En votre âme et conscience, épisode : L'Auberge de Peyrabeille de  Guy Lessertisseur
- 1972 : La Mandragore de Philippe Arnal (téléfilm)
- 1972 : Au théâtre ce soir : Histoire d'un détective de Sidney Kingsley, mise en scène Jean Meyer, réalisation Pierre Sabbagh, Théâtre Marigny

## Théâtre
- 1955 : Le mal court de Jacques Audiberti, mise en scène Georges Vitaly, Théâtre La Bruyère
- 1959 : Cyrano de Bergerac d'Edmond Rostand, mise en scène Charles Gantillon, Jean Le Poulain, Théâtre des Célestins
- 1959 : Hamlet de William Shakespeare, mise en scène Jean Darnel, Arènes de Saintes
- 1963 : Le mal court de Jacques Audiberti, mise en scène Georges Vitaly, Théâtre La Bruyère/Tréteaux de France
- 1965 : Jamais trop tard d'Arthur Long Summer, mise en scène Christian-Gérard, Théâtre des Arts
- 1966 : Le mal court de Jacques Audiberti, mise en scène Georges Vitaly, Tréteaux de France
- 1966 : Le Grand Cérémonial de Fernando Arrabal, mise en scène Georges Vitaly, Théâtre des Mathurins
- 1968 : Le Cygne noir de Martin Walser, adaptation de Gilbert Badia, mise en scène de Sacha Pitoëff, décors Nicolas Treatt, Théâtre Moderne
- 1969 : Oncle Vania d'Anton Tchekhov, mise en scène Sacha Pitoëff, Théâtre Moderne, Théâtre des Célestins
- 1972 : Histoire d'un détective de Sidney Kingsley, mise en scène Jean Meyer, Théâtre des Célestins
- 1974 : Les Bienfaits de la culture d'Alexis Nikolaïevitch Tolstoï, mise en scène Jean Meyer,  Théâtre des Célestins